# Informe especial sobre el cambio climático y la tierra
El Informe especial sobre el cambio climático y la tierra (SRCCL, siglas en inglés para Special Report on Climate Change and Land), también conocido como Informe especial sobre el cambio climático, la desertificación, la degradación de los suelos, la gestión sostenible de las tierras, la seguridad alimentaria y la emisión de gases de efecto invernadero en los ecosistemas terrestres de las Naciones Unidas, es un informe del IPCC elaborado por 103 expertos de 52 países. Fue aprobado el 7 de agosto y presentado el 8 de agosto de 2019 en Ginebra durante una reunión del Grupo Intergubernamental de Expertos sobre el Cambio Climático (IPCC).

## Estructura del informe
El informe SRCCL contiene siete capítulos:
- Capítulo 1: Estructura y contexto
- Capítulo 2: Interacciones tierra-clima
- Capítulo 3: Desertificación
- Capítulo 4: Degradación de la tierra
- Capítulo 5: Seguridad alimentaria, y material complementario
- Capítulo 6: Interrelaciones entre la desertificación, degradación de la tierra, seguridad alimentaria y flujos de GEI: sinergias, compensaciones y opciones integradas de respuesta, y
- Capítulo 7: Gestión de riesgos y toma de decisiones en relación con el desarrollo sostenible.

El informe especial también contiene un Resumen para tomadores de decisión políticos.

## Conclusiones
Dentro de las conclusiones del informe resaltan las siguientes comunicadas por periódicos y sitios web reconocidos:
- la necesidad de cambiar no solo en el sector energético para reducir los gases de efecto invernadero sino también se hace necesario combatir la deforestación, la desertificación y el desperdicio de alimentos (que genera el 10 % del total de gases de efecto invernadero generados por la humanidad)[5]
- el uso de la tierra con fines agrícolas, silvicolas y otros similares genera el 23 % del total de gases de efecto invernadero antropogénicos[6]
- la importancia de reducir el consumo de carne como política y reemplazarla con dietas basadas en plantas como una estrategia de mitigación y adaptación al cambio climático[7]

## Recepción
El resumen de los resultados del informe fue recibido y difundido por los principales medios de comunicación mundiales como National Geographic y The New York Times de EE. UU., Agencia EFE y El País de España, la revista Nature del Reino Unido y Deutsche Welle de Alemania.